# Elvira Mendes, Rainha de Leão
Elvira Mendes (em castelhano: Elvira Menéndez, Galiza – Zamora, 921), foi rainha consorte de Leão e da Galiza através do seu casamento com o rei Ordonho II de Leão.

## Biografia
Nascida na Galiza, D. Elvira Mendes era filha de D. Hermenegildo Guterres, rico-homem galego, conde de Tui e do Porto, conhecido por lhe ser atribuída a reconquista de Coimbra aos mouros, e de sua esposa D. Ermesenda Gatónez, filha de D. Gatón de Bierzo, conde em Astorga e O Bierzo.

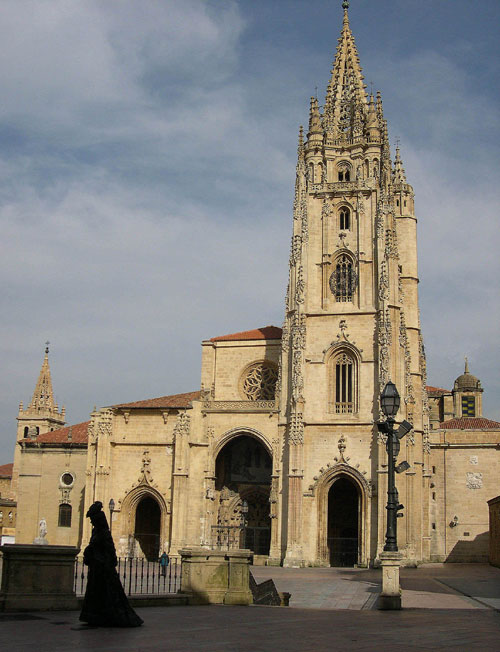
Catedral de Oviedo

Oriunda de influentes famílias da nobreza galega do século IX, em 892, D. Elvira Mendes casou com o infante Ordoño II, filho de Afonso III das Astúrias. Anos mais tarde, em 910, o seu marido foi coroado rei da Galiza e, após a morte do seu irmão Garcia I em 914, rei de Leão, tornando-se a donzela galega rainha consorte dos dois reinos.
Faleceu em Zamora, entre 20 de fevereiro e 12 de outubro de 921, tendo sido sepultada no Panteão dos Reis, situado na Catedral de Oviedo. De acordo com a crónica de Sampiro, o rei Ordonho soube da morte de sua esposa quando regressou vitorioso de umas campanhas contra os muçulmanos a Zamora: "foi tanta a dor que sentiu pela sua morte quanto o gáudio que havia tido  pelo triunfo".

## Matrimónio e descendência
Elvira Mendes casou-se em 892 com o rei Ordonho II, de quem teve:
- Sancho Ordonhes (m. 929), rei da Galiza;[8]
- Afonso IV (m. 933), rei de Leão;
- Ramiro II (m. 951), rei de Leão;
- Garcia (m. após 934);
- Jimena Ordonhes (m. após 935).